# Carlo Francesco Cesarini
Carlo Francesco Cesarini, (1666? San Martino al Cimino, Viterbo, Itálie – 1741?, Řím ) byl italský hudební skladatel a houslista.

## Život
O jeho dětství, mládí a hudebním vzdělání nejsou známy žádné informace. V roce 1690 vstoupil do služeb kardinála Benedetta Pamphiliho jako ředitel jeho hudební akademie a pravděpodobně v ní setrval až do kardinálovy smrti v roce 1730. Kromě to byl ředitelem kůru v několika římských kostelech. Doloženo je jeho působení v chrámu Chiesa del Gesù v roce 1704 a v kostele San Giovanni dei Fiorentini.
Zkomponoval velké množství oratorií, kantát a spolupracoval na kompozici několika oper. Není známa žádná samostatná práce v tomto oboru. Poslední známá informace týkající se jeho života je dokument o odchodu do důchodu z místa kapelníka chrámu Chiesa del Gesù z důvodu chatrného zdraví.

## Dílo

### Opery
- Il Clearco in Negroponte (ve spolupráci s Giovanni Lorenzo Lulierem a Tommaso Gaffim, Řím 1695)
- La pastorella (pro loutkové divadlo ve spolupráci s Giovanni Bononcinim, Giovanni Lorenzo Lulierem a Alessandrem Scarlattim, Řím, 1705)
- Love's Triumph (přepracovaná opera La pastorella ve spolupráci s Francesco Gasparini, Londýn, Haymarket, 1708)
- Giunio Bruto o La caduta dei Tarquini (ve spolupráci s Antoniem Caldarou, Alessandrem Scarlattim, libreto G. Sinibaldi, Řím, 1709)
- La finta rapita (libreto D. Renda, ve spolupráci s Giovanni Valentinim, Nicolou Grimaldim, Cisterna d'Asti, 1714)

### Oratoria (výběr)
- S. Giuditta (Řím, 1686)
- L'innocenza difesa dall'inganno o Santa Genuinda (ve spolupráci s Lulierem a A. Scarlattim, libreto B. Pamphili, Řím)
- Ismaele soccorso dall'angelo (libreto B. Pamphili, Řím, 1695)
- Samson vindicatus (libreto B. Pamphili, Řím 1698)
- Il trionfo della Divina Provvidenza ne' successi di s. Genovefa (Řím 1700)
- Divus Alexius (Řím)
- Oratorio del SS. Crocifisso (Řím, 1707)
- S. Vincislao (libreto B. Pamphili, 1707)
- Il figliol prodigo (Řím, 1708)
- L'Assunta (1712)
- Il martirio di s. Fermina (Řím, 1713)
- Tobia (Řím, 1714)
- Oratorio per l'assunzione della beatissima Vergine (Řím, 1716)
- Il trionfo del tempo nella bellezza ravveduta (Řím, 1718 a 1725)
- Il Sacrificio d'Isacco (Řím, Collegio Clementino, 1719)
- S. Teresa Vergine Serafica (Řím 1728)

### Kantáty a árie (výběr)
- Dextera Domini a 2, contralto, basso e organo in re min
- Se due belle pupille
- Ove con pié d'argento, per soprano e basso continuo
- Cor prigioniero che vaneggiando vai la libertà
- Voglio morte
- Povera poesia (1710)
- Ahi, Clori amata (1718)
- Havrei ben folle il cor, per voce e basso
- La rosa e il gelsomino

### Chrámové skladby
- Dixit Dominus a 8 con basso continuo
- Litaniea 4 con organo
- Magnificat a 4 con basso continuo
- Magnificat a 5 voci concertate con organo
- Messa a 4 concertate

### Instrumentální skladby
Mezi jeho instrumentální díla patří dva cembalové koncerty (posmrtně publikované v Londýně v roce 1775) a šest triových sonát.